# Sean Reinert
Sean Reinert, född 27 maj 1971 i Long Beach, Kalifornien, död 24 januari 2020 i San Bernardino, Kalifornien, var en amerikansk musiker, kompositör och trumslagare, mest känd som medlem i progressiv metal-bandet Cynic som spelat in ett antal album samt för en kort sejour i Death där han 1991 spelade trummor på skivan Human.
Han har även komponerat och spelat in musik för TV och film. Han ägnade sig också åt undervisning.